# Lijst van burgemeesters van Ophain-Bois-Seigneur-Isaac
Dit is een lijst van burgemeesters van de voormalige gemeente Ophain-Bois-Seigneur-Isaac in Waals-Brabant. De gemeente ontstond in 1811 door de fusie van Ophain en Bois-Seigneur-Isaac en ze werd in 1977 opgeheven toen ze fusioneerde en opging in Eigenbrakel.
- 1811-1832: Jean Henri Delcord
- 1832-1854: Jean-Baptiste Jacmin
- 1855-1867: Idesbalde Snoy et d'Oppuers (1819-1870) (katholiek)
- 1867-1890: Justinien Gilot
- 1890-1894: Thierry Snoy et d'Oppuers (1862-1930) (katholiek)
- 1894-1896: geen burgemeester
- 1896-1903: Jean-Baptiste Godeau (katholiek)
- 1904-1907: Louis-Joseph Detry (dienstdoend) (liberaal)
- 1908-1930: Thierry Snoy et d'Oppuers (1862-1930) (katholiek)
- 1930-1932: Léon Cheruwier (katholiek)
- 1933-1947: Maurice Servais (socialist)
  - 1942-1943: Jules Rimbert (dienstdoend) (socialist)
  - 1943-1944: Léopold Denis  (dienstdoend) (rexist)
- 1947-1970: François Cuvelier (socialist)
- 1971-1976: Jean-Charles Snoy et d'Oppuers (1907-1991) (katholiek)

Brussels Hoofdstedelijk Gewest:
Anderlecht · 
Brussel

Vlaanderen:
Aalst · 
Aarschot · 
Antwerpen · 
 Asse · 
Beernem · 
Bertem · 
Blankenberge · 
Brugge · 
Damme · 
De Haan · 
De Panne · 
Deerlijk · 
Deinze · 
Eeklo · 
Evergem · 
Galmaarden · 
Geraardsbergen · 
Gent · 
Halle · 
Hasselt · 
Herent · 
Herk-de-Stad · 
Herzele · 
Heusden-Zolder · 
Houthalen-Helchteren · 
Ichtegem · 
Kaprijke · 
Knokke-Heist · 
Kortemark · 
Kortenberg · 
Kortrijk · 
Leuven · 
Lichtervelde · 
Lievegem · 
Lokeren · 
Maldegem · 
Mechelen · 
Moerbeke-Waas · 
Ninove · 
Oostende · 
Oostkamp · 
Poperinge · 
Roeselare · 
Ronse · 
Sint-Lievens-Houtem · 
Sint-Niklaas · 
Sint-Truiden · 
Temse · 
Tielt · 
Tienen · 
Tongeren · 
Torhout · 
Veurne · 
Waregem · 
Wellen · 
Wetteren · 
Wichelen · 
Zaventem · 
Zedelgem · 
Zele · 
Zonhoven · 
Zottegem

Wallonië: 
Charleroi · 
's-Gravenbrakel · 
Morlanwelz · 
Ophain-Bois-Seigneur-Isaac · 
Waver